# باسم المالكي
باسم سلمان محمد سلمان أرحمة المالكي سياسي بحريني. عضو في مجلس النواب من 12 ديسمبر 2018 عن الدائرة العاشرة في محافظة الشمالية.

## مجلس النواب
في عام 2018 قرر الترشح لعضوية مجلس النواب عن الدائرة العاشرة في محافظة الشمالية. في الجولة الأولى التي أقيمت في 24 نوفمبر 2018 حصل على 2093 صوت بنسبة 22.45% مما استوجب إقامة جولة ثانية في 1 ديسمبر حيث استطاع التغلب على منافسه محمد العمادي من جمعية المنبر الوطني الإسلامي بحصوله على 4938 صوت بنسبة 57.25%.